# Snake (computerspil)
 For alternative betydninger, se Snake. (Se også artikler, som begynder med Snake)
Snake (også kaldt slange eller orm) er et computerspil hvor man skal styre en slange horisontalt og vertikalt indenfor et afgrænset område. Maden den spiser gør at slangen vokser, og man får flere point. Udfordringen er at undgå at kollidere med sin egen hale og eventuelle vægge eller forhindringer. Når slangen vokser bliver det vanskeligere at manøvrer den rundt om sig selv og forhindringerne, og til slut bliver det umuligt. Den som klarer det på længst tid vinder.
Spillet er udgivet i utallige versioner siden hjemmecomputerne blev almindelige i 1970-tallet. Det regnes for et klassisk computerspil i al sin enkelhed. Achtung, die Kurve! er et spil som ligner Snake. Snake (eller Orm) var også et af de første spil som blev udviklet til mobiltelefoner.
Et af de første danskudviklede snakespil blev udviklet i 1988 af Steen Jensen. Han kaldte det for "Ormespil". Du kan finde en klon af det originale spil på ormespil.dk. Steen Jensens originale spil kan du downloade på http://www.dosspil.slehm.dk/ Arkiveret 25. februar 2016 hos  Wayback Machine
 Der er for få eller ingen kildehenvisninger i denne artikel, hvilket er et problem. Du kan hjælpe ved at angive troværdige kilder til de påstande, som fremføres i artiklen.

| computerspil | Spire Denne computerspilsrelaterede artikel er en spire som bør udbygges. Du er velkommen til at hjælpe Wikipedia ved at udvide den. |